# Back to the Golden Age
Back to the Golden Age est un jeu vidéo d'Action-RPG, édité par Ubi Soft et sorti en 1990. Il s'agit d'un jeu d'exploration dans un univers de type Heroic fantasy permettant au joueur de visiter de nombreuses régions et de mener un certain nombre de combats en vue de libérer le royaume d'un tyran.
C'est également la première et dernière production du développeur Power Concept. Parmi le catalogue d'Ubi Soft, Back to the Golden Age est l'un des titres les plus confidentiels, en partie à cause du fait que malgré sa date de sortie, aucune version Amiga ou DOS ne vit le jour alors même que ces supports étaient assez plébiscités des joueurs durant cette période.

## Scénario
Le royaume d'Euroland devait sa grandeur et sa prospérité à une organisation théocratique, Ase, régie par un mage qui tenait sa puissance de quatre Edres qui lui permettait de capter l'énergie universelle.
Sous l'influence de ce mage, trois prêtres, détenant chacun un Edre, imposaient le respect et l'obéissance en son nom. Par l'interrogation des quatre Edres, le mage appris que ces prêtres asservissaient la population et remettaient secrètement en vigueur une ancienne religion ainsi que le vampirisme.
Les trois prêtres s'affrontèrent pour mettre la main sur tous les Edres et de ce combat, seul le plus cruel, Daimon, sorti vainqueur. Une légende parlait d'une personne capable de le renverser, il fit alors tuer tous les jeunes entre 10 et 20 ans.
Cependant, un enfant du nom de Zad naquit et grandit dans un petit village oublié. Élevé par un des trois anciens prêtres jusqu'au jour où son mentor lui confia ces pouvoirs, la mission de Zad est de retrouver les trois Edres restantes afin de renverser Daimon et ainsi, restaurer la paix dans le royaume.

## Système de jeu
Back to the Golden Age se présente sous la forme d'un Action-RPG à la troisième personne. Le joueur dirige Zad sous l'apparence d'un chevalier disposant d'une armure et d'une épée. Le concept repose sur un nombre de combats importants au corps à corps et en temps réel, la recherche de clefs, d'artéfacts ainsi que l'amélioration de notre équipement. Caché dans un coffre ou laissé à terre après la mort de l'ennemi, les bourses renferment de l'argent qui peut être utilisé dans les armureries et les auberges.
Plusieurs types d'arme blanche ou de jet sont disponibles ainsi que plusieurs boucliers. Différents aliments peuvent être consommés sur place ou emmener avec nous. Zad a également la possibilité d'utiliser la magie mais les sorts ne peuvent pas s'acheter, il faut les apprendre en tombant dessus au détour d'un couloir ou après avoir vaincu un personnage important. Pour apprendre leur fonction, il est nécessaire de les utiliser ou de trouver une définition dans un vieux parchemin.
La progression se fait écran par écran en commençant par un village pour ensuite s'engouffrer dans une forêt, une ville, les grottes et encore d'autres lieux pour nous permettre de multiplier les rencontres, les expériences et apprendre de nouveaux sorts avant le combat final contre Daimon.
La partie supérieure occupe les trois quarts de l'écran pour représenter la fenêtre de jeu. Le type de représentation est en 2D, vue de profil et Zad peut effectuer des mouvements classiques à ce type de jeu tel que sauter, se baisser, frapper l'adversaire au moyen d'une arme blanche ou de jet et se protéger grâce à son bouclier. La partie inférieure de l'écran se compose d'un inventaire pour six objets, d'une jauge d'énergie et de magie, d'un voyant indiquant si un sort a été mis en rune, du nombre d'Edres en sa possession, du montant de sa bourse, du nombre de flèches pour l'arbalète ainsi que d'une représentation de son arme blanche et de son bouclier si l'on désire en changer. À noter que le joueur peut ramasser jusqu'à quatre objets similaires par case soit un total de 24 objets pouvant être portés.
Pour activer un sort, le joueur doit trouver le livre des sorts, l'ouvrir et sélectionner un sors. À ce moment-là, le sort sélectionné est mise en rune, autrement dit, il est prêt à l'emploi. La mise en rune se matérialise dans la partie inférieure de l'écran par une icône représentant un éclair jaune.
La sauvegarde est possible en cours de partie à condition d'avoir formaté une disquette au préalable.

## Portage
Initialement développé sur Atari ST en 1990, Back to the Golden Age est porté sur Amstrad CPC l'année suivante. Pour gagner de l'espace mémoire, des éléments de la version originale ont été supprimés, sculptures, monuments, forêts. Enfin, l'agencement des niveaux est différent.
| Sur Amstrad CPC | Ali Ibrahim Rachid |

## Accueil
| Publication                                 | Note |
| FR Joystick (sur Amstrad CPC)               | 86 % |
| FR Amstrad Cent Pour Cent (sur Amstrad CPC) | 84 % |
| FR Gen4 (sur Atari ST)                      | 76 % |
| FR Tilt (sur Atari ST)                      | 65 % |

L'accueil réservé fut assez tiède, l'Action-RPG n'ayant jamais vraiment percé sur micro-ordinateur. Concernant la prise en main du personnage, le magazine Gen4 souligne « un maniement très simple » et décrit la durée de vie comme quelque chose « d'assez immense ». Alain Huhgues-Lacour de Tilt trouve « l'aspect aventure assez riche ».
Pas totalement convaincu, Alain Huhgues-Lacour note que Back to the Golden Age lui « fait beaucoup penser à Targhan ». Il trouve par ailleurs les combats « pas toujours passionnants ».

### Médias externes
- [PDF] Power Concept, Manuel d'instruction de Back to the Golden Age sur Amstrad CPC, Ubi Soft, 1990, 13 p. (lire en ligne)